# Alonso Carrillo Muñiz de Godoy
Alonso Carrillo Muñiz de Godoy   (Madrid, segle XVI - Madrid, maig 1641) va ser un militar castellà.
Va néixer a finals de segle XVI a Madrid, al barri de la parròquia de Sant Martí de la vila. Era fill de Fernando Carrillo, un cavaller cordovès de l'orde de Sant Jaume, que va ser membre del Consell de Castella, president del Consell d'Hisenda i del d'Índies. Es desconeix qui va ser la seva mare, si bé tradicionalment s'havia cregut que la seva mare era Francisca Fajardo, però segons el testament del seu pare no va tenir fills d'aquest matrimoni.
Va fer carrera militar servint com a capità dels cavallers cuirasses espanyoles, sent destacat a Milà el 1615. Mitjançant cèdula de 20 de juny d'aquell any, Felip III va concedir-li l'hàbit de Sant Jaume. Posteriorment va ser comissari general de la cavalleria, cavallerís major de la cavallerissa de la ciutat de Còrdova, alcaid del convent d'Uclés i majordom del cardenal-infant Ferran d'Àustria.
Està documentat també com a escriptor, hom afirma que va conrear la prosa i la poesia. Va ser autor de La vida del Conde Santo, que lo fue de Belalcazar, Religioso de la Orden de San Francisco.
En l'àmbit personal va casar-se amb Luisa Manuel y Guzmán, filla de Francisco Manuel de Lando i de Juana de Guzmán, ambdós naturals de Còrdova. Va tenir una llarga successió, essent l'hereu Francisco Carrillo, i destacant una filla, María, monja de les Descalces Reials.